# ФК Бродоремонт Кладово
ФК Бродоремонт је фудбалски клуб из Кладова, Србија и тренутно се такмичи у Зони Исток, четвртом такмичарском нивоу српског фудбала. Клуб је основан 1973. године.
Боја клуба је плава.